# Saint-Jean-du-Bouzet

Saint-Jean-du-Bouzet este o comună în departamentul Tarn-et-Garonne din sudul Franței. În 2009 avea o populație de 66 de locuitori.

## Evoluția populației
| An        | 1975 | 1982 | 1990 | 1999 | 2006 | 2009 |
| --------- | ---- | ---- | ---- | ---- | ---- | ---- |
| Populație | 75   | 76   | 59   | 67   | 67   | 66   |